# Xã Crystal Bay, Quận Lake, Minnesota
Xã Crystal Bay (tiếng Anh: Crystal Bay Township) là một xã thuộc quận Lake, tiểu bang Minnesota, Hoa Kỳ. Năm 2010, dân số của xã này là 472 người.